# Secret Ranch
Secret Ranch (Le Ranch) è una serie animata francese del 2012. La prima stagione è stata trasmessa su TF1 dal 31 ottobre 2012, mentre la seconda dal 10 gennaio 2016. In Italia viene trasmessa sul canale Super! dal 15 aprile 2013.
In Francia la serie ha ottenuto un ottimo successo di ascolti, con una media di 600.000 spettatori (share 24,4%) per episodio.

## Trama
Una notte, la giovane Lena trova un cavallo ferito, Mistral, e lo mette al sicuro in un ranch nascosto che apparteneva a suo nonno. Qui, insieme ai suoi amici Angelo, Anais e Hugo, decide di rimetterlo in funzione, si occuperà segretamente di Mistral, con cui nasce un rapporto unico e speciale, e di altri cavalli maltrattati dai loro padroni.
Mistral è destinato al mattatoio, perché inavvicinabile e indomabile, il padre di Lena, veterinario, scopre non avere il chip e le permette di tenere il cavallo e se dopo un anno e un giorno non verrà reclamato, potrà diventare suo.
Lena riesce a creare un rapporto speciale con Mistral, incoraggiata sempre dagli amici, soprattutto da Angelo che la supporta, le sta vicino più di tutti e si fida ciecamente di lei, ma rimane ferito quando scopre il bacio tra Lena e Hugo.
Samantha è la rivale di Lena, invidiosa di tutto ciò che ha, soprattutto l'attenzione dei due ragazzi e Mistral, fa di tutto per rovinarla e metterla in difficoltà.

## Personaggi
Lena
È l'eroina della serie e ha 15 anni. Ha il dono di saper parlare con i cavalli, come suo nonno: sa infatti interpretarne pensieri e sentimenti, e comunicare all'animale come si sente lei stessa. È una ragazza ottimista, ha un carattere debole all'inizio, ma diventa più forte, diventa determinata, ma è anche sognatrice. La sua migliore amica è Anais, ha una cotta per Angelo, ma molte incomprensioni portano ad una falsa relazione con Hugo, il suo cavallo è Mistral, un Pure sang arabian nero di tre anni, indomabile e destinato al mattatoio. È doppiata in italiano da Francesca Bielli.
Angelo
Ha 15 anni ed è il figlio di un gitano che, stabilitosi nella regione, iniziò a lavorare come stalliere della famiglia Cavaletti. È molto bravo nel dressage, disciplina insegnatagli dal padre sin da quando era piccolo, è un eccellente mandriano, ma per realizzare il suo sogno deve trasferirsi lontano dai suoi amici e da Lena, per la quale ha una cotta, diventa rivale contro Hugo facendo di tutto per mostrarsi migliore agli occhi di Lena. Ha un carattere libero e non ama farsi comandare. Il suo cavallo è Sila, una andaluso bianca di dodici anni. È doppiato in italiano da Ruggero Andreozzi.
Anais
Migliore amica di Lena, ha 15 anni ed è una ragazza generosa e altruista, è orfana di papà, morto in un incidente a cavallo e ciò le impedisce di partecipare ad alcune gare importantissime, aiuta coloro che ama senza riserve ed è molto sensibile, ha una cotta per Hugo e la presunta relazione tra Lena e Hugo la fa ingelosire. Il suo cavallo è Josephine, una Pure sang inglese pezzata di dodici anni. È doppiata in italiano da Patrizia Mottola.
Hugo
Ha 15 anni ed è molto bravo nel kitesurfing. Nonostante il talento, non riesce a diventare un esperto di equitazione, cosa che lo demoralizza molto, soprattutto perché ciò lo fa sembrare goffo agli occhi delle ragazze, inizialmente ha una cotta per entrambe le ragazze e quando Lena lo bacia pensa di avere buone speranze, ma poi capisce di non avere chance e inizia un avvicinamento con Anais. Hugo non è abituato a sporcarsi le mani e cerca in ogni modo di evitare di lavorare, causando la rabbia di Anais. Il suo cavallo è Liquirizia, una Haflinger marrone di quattordici anni. È doppiato in italiano da Renato Novara.
Samantha
Ha 14 anni e, sotto l'aspetto angelico, si nasconde una vera civetta. Samantha è invidiosa di Lena, della sua abilità di parlare con i cavalli, della sua popolarità, della sua falsa relazione con Hugo. Le sue migliori amiche sono Vina, Jasmine e Nelly. Il suo cavallo è Bonbon, un castrone selle français grigio di otto anni. È doppiata in italiano da Jenny De Cesarei.
Kevin
Fratello minore di Samantha, ha 10 anni. Kevin non ha niente contro Lena e i suoi amici, anzi, gli è amico e cerca sempre di aiutarli come può, ma sua sorella gli fa credere che loro tramino un brutto scherzo ai suoi danni e lo convince a farle da spia. Prova una forte ammirazione per Angelo tanto da definirsi "il suo scudiero". Il suo cavallo è Bilbo, un Welsh Pony castrato di dodici anni con il mantello palomino. È doppiato in italiano da Patrizia Mottola.
Nathan
Doppiato in italiano da Federico Zanandrea.

## Episodi

### Stagione 1
| Nº | Titolo originale          | Titolo italiano            | Prima TV Italia |
| -- | ------------------------- | -------------------------- | --------------- |
| 1  | Le Ranch                  | L'arrivo di Mistral        | 15 aprile 2013  |
| 2  | Danger Mistral            | Mistral, cavallo selvatico | 16 aprile 2013  |
| 3  | L'Incendie                | Una falsa pista            | 17 aprile 2013  |
| 4  | La Rivale                 | Una scelta difficile       | 18 aprile 2013  |
| 5  | Vive la liberté           | La scelta di Mistral       | 19 aprile 2013  |
| 6  | Miro                      | Un pony speciale           | 22 aprile 2013  |
| 7  | Pile ou kite              | Gioco di squadra           | 23 aprile 2013  |
| 8  | Marraine de la fête       | Madrina della festa        | 24 aprile 2013  |
| 9  | Week-end de rêve          | Un weekend da sogno        | 25 aprile 2013  |
| 10 | Renaissance               | Rinascita                  | 26 aprile 2013  |
| 11 | Pistache                  | Pistacchio                 | 29 aprile 2013  |
| 12 | Kevin a disparu           | Kevin è scomparso          | 30 aprile 2013  |
| 13 | L'Épreuve                 | La prova                   | 1º maggio 2013  |
| 14 | Baiser Volé               | Un bacio rubato            | 2 maggio 2013   |
| 15 | Reportage épique          | Un servizio memorabile     | 3 maggio 2013   |
| 16 | Cascades et coeur sauvage | Riprese al ranch           | 6 maggio 2013   |
| 17 | Piège des eaux            | Una trappola d'acqua       | 7 maggio 2013   |
| 18 | Rendez-vous clandestin    | Rodeo clandestino          | 8 maggio 2013   |
| 19 | Entre chien et loup       | Svista bestiale            | 9 maggio 2013   |
| 20 | Polluer n'est pas jouer   | Proteggiamo il parco       | 10 maggio 2013  |
| 21 | Kidnapping                | Il sequestro               | 13 maggio 2013  |
| 22 | L'Héritage                | Viva la libertà            | 14 maggio 2013  |
| 23 | Jazzy                     | Jazzy                      | 15 maggio 2013  |
| 24 | Copains d'enfance         | Amici d'infanzia           | 16 maggio 2013  |
| 25 | La Blessure               | Mistral in pericolo        | 17 maggio 2013  |
| 26 | Un an et un jour          | Mistral per sempre         | 20 maggio 2013  |

### Stagione 2
1. Le grand retour
2. Ski Joëring
3. La star du ranch
4. Cavalier seul
5. La voie de Léna
6. Un exploit extraordinaire
7. Hors limite
8. Le sanctuaire secret
9. La légende du cheval blême
10. Cavalier surfeur
11. Il n'y a pas de mauvais cheval
12. Le ranch, c'est fini
13. Duel de kite
14. Pour la bonne cause
15. En famille
16. L'amnésie
17. La stagiaire
18. L'impossible alliance
19. Chaussette et Pakito
20. À bout de force
21. Cheval des villes, cheval des champs
22. Le secret de Léna
23. Nanette et les vautours
24. Le grand nettoyage
25. Rivalité
26. L'avalanche